# Bárányi Ferenc
Bárányi Ferenc (Nagyszentmiklós, 1936. május 13. – Budapest, 2016. december 9. ) orvos, orvosi szakíró, novellista. Bárányiné László Ildikó férje.

## Életútja
A marosvásárhelyi OGYI elvégzése után (1959) Suceaván, majd Szokolon, 1965-től Temesváron volt szakorvos. Első egészségügyi cikkeit a Szabad Szó közölte, 1965-től az Előre munkatársa. Novellákat, karcolatokat, riportokat, szakcikkeket, kritikai jegyzeteket írt, 1966-ban Cupido a sebészeten c. riportjával díjat nyert az Utunk pályázatán. Doktori disszertációja, Műtét utáni tüdőszövődményekcímmel a Facla Könyvkiadónál, Mindenki háziorvosa c. tanácsadó könyve az Előre Kiskönyvtárában jelent meg (1974). Feleségével közösen írt  könyve karcolatokat, szatírákat, parabolákat tartalmaz (és akkor eljött Hippokratész... Temesvár, 1976). A Kilátó évkönyvben jelent meg Bárányi Ferenc értekezése az eutanáziáról és a stresszről (I. kötet. 1982. Temesvár)
Aneszteziológus főorvosként dolgozott, majd 1989 után az RMDSZ-ben és a Franyó Zoltán Irodalmi Körben is működött. Azon temesvári értelmiségiek közt volt 1990 elején, akik Nyílt levélben követelték a magyar iskolák visszaállítását Romániában. 1990 májusában Temes megye egyik képviselőjeként az RMDSZ színeiben szenátornak bejutott a romániai parlamentbe. A 2000-es években Bárányi Ferenc, a Romániai Magyar Kereszténydemokrata Mozgalom politikai alelnökeként támogatta az RMDSZ működését.

## Kötetei
- Mindenki háziorvosa; Casa Scînteii, Bukarest, 1974 (Előre kiskönyvtára)
- Bárányi-László Ildikó–Bárányi Ferenc: És akkor eljött Hippokratész... Karcolatok, szatírák, parabolák; Facla, Timişoara, 1976 (Satyricon) (MEK)
- Egyik nap olyan mint a másik; Facla, Temesvár, 1979 (MEK)
- Égbenyúló kockakövek. Regény; Facla, Temesvár, 1983 (MEK)
- Boldogság délibábja. Regény; Concord Media Jelen, Arad, 2008 (Irodalmi jelen könyvek) (MEK)
- Mindenki háziorvosa; Corvin, Déva, 2009
- Egyszemélyes örökkévalóság. Regény; Euroştampa, Timişoara, 2011
- Zilele vin, zilele trec. Nuvele (Egyik nap olyan mint a másik); románra ford. Gábos Foarţă Ildikó; Euroştampa, Timişoara, 2011

## Társasági tagság
- Franyó Zoltán Irodalmi Kör

## Külső hivatkozások
- Simó Erzsébet: Nagy Lajos Életünk KÓRtörténete című könyvének bemutatása, orvostanhallgatók sorsa a marosvásárhelyi Orvosi- és Gyógyszerészeti Intézetben (OGYI) 1956 után, Háromszék, 2008. július 26.